# Kornelius Krujs
Kornelius Krujs (rusko Корнелиус Крюйс), ruski mornariški častnik, * 14. junij 1655, Stavanger, Norveška † 14. junij 1727, Sankt Peterburg, Ruski imperij.
Bil je ruski admiral norveškega porekla in prvi poveljnik Baltske flote (1705–1713).

## Življenjepis
Rodil se je kot Niels Olufsen v Stavangerju na Norveškem, vendar je emigriral na Nizozemsko in si spremenil ime v Cornelis Cruys. Najprej je bil kapitan nizozemske trgovske ladje, nato se je pridružil Nizozemski vojni mornarici, vendar se je po manj kot dveh letih pridružil Ruski vojni mornarici.
Leta 1697 je car Peter Veliki tajno potoval na Nizozemsko v t.i. Velikem veleposlaništvu. V okviru svoje odprave je obiskal največjo zasebno ladjedenico na svetu, Nizozemsko vzhodnoindijsko družbo v Amsterdamu, kjer se je tudi sam preizkusil v gradnji ladje. V času svojega bivanja na Nizozemskem je car prepričal več veščih delavcev, naj mu pomagajo pri modernizaciji Rusije. Najbolj znan med njimi je Kornelius Krujs. Krujs je sprejel carjevo velikodušno ponudbo, naj vstopi v njegovo službo kot viceadmiral. Leta 1698 se je preselil v Rusijo in postal carjev najpomembnejši svetovalec na pomorskem področju.
Krujs se je v Rusiji izkazal in je začel veljati za arhitekta Ruske vojne mornarice. Po svoji vrnitvi v Rusijo je car novozgrajeno Azovsko flotiljo zaupal v poveljevanje admiralu Fjodorju Aleksejeviču Golovinu, ruskemu plemiču, ki je nasledil Leforta. Golovinu sta pomagala viceadmiral Krujs in kontraadmiral Jan van Rees.
Od leta 1705 je bil poveljnik Baltske flote, vodil je gradnjo trdnjave Kronštat, ki je bila ključna v veliki severni vojni proti Švedski in veliko pozneje proti Nemški vojni mornarici med drugo svetovno vojno. Krujs je služil carju več kot 25 let in leta 1721 dosegel najvišji ruski pomorski čin admirala. Umrl je v Sankt Peterburgu leta 1727.
Zgodovinska Kotominova hiša na Nevskem prospektu je bila zgrajena na mestu bivšega domovanja Koreniliusa Krujsa.